# 陳宗彝 (清朝)
陳宗彝，福建福清人，清朝政治人物、同進士出身。

## 生平
康熙九年（1670年）中庚戌科三甲第六十七名進士。